# Diócesis de Saltillo
La diócesis de Saltillo (en latín: Dioecesis Saltillensis) es una circunscripción eclesiástica de la Iglesia católica en México. Se trata de una diócesis latina, sufragánea de la arquidiócesis de Monterrey. Desde el 21 de noviembre de 2020 su obispo es Hilario González García.

## Territorio y organización
La diócesis tiene 72 492 km² y extiende su jurisdicción sobre los fieles católicos de rito latino residentes en el estado de Coahuila en los 18 municipios de: Sierra Mojada, Ocampo (en parte), San Buenaventura, Escobedo, Candela, Abasolo, Monclova, Frontera, Nadadores, Lamadrid, Sacramento, Cuatro Ciénegas, Castaños, Parras, General Cepeda, Ramos Arizpe, Saltillo y Arteaga.
La sede de la diócesis se encuentra en Saltillo, en donde se halla la Catedral de Santiago.
En 2020 en la diócesis existían 65 parroquias agrupadas en 7 vicarías.

## Historia
La diócesis fue erigida el 23 de junio de 1891 con la bula Illud in primis del papa León XIII, obteniendo el territorio de la diócesis de Linares o Nuevo León, que simultáneamente fue elevada al rango de arquidiócesis y hoy tiene el nombre de arquidiócesis de Monterrey, y de la diócesis de Durango, que también fue elevada a arquidiócesis de Durango.
El 19 de junio de 1957 cedió una porción de su territorio para la erección de la diócesis de Torreón mediante la bula Qui hanc del papa Pío XII.
El 8 de enero de 2003 cedió otra porción de su territorio para la erección de la diócesis de Piedras Negras mediante la bula Sollicitus de spirituali del papa Juan Pablo II.

## Estadísticas
Según el Anuario Pontificio 2021 la diócesis tenía a fines de 2020 un total de 1 358 600 fieles bautizados.
| Año                                                                             | Población            | Población | Población      | Sacerdotes | Sacerdotes    | Sacerdotes    | Bautizados por sacerdote | Diáconos permanentes | Religiosos | Religiosos | Parroquias |
| Año                                                                             | Bautizados católicos | Total     | % de católicos | Total      | Clero secular | Clero regular | Bautizados por sacerdote | Diáconos permanentes | Varones    | Mujeres    | Parroquias |
| ------------------------------------------------------------------------------- | -------------------- | --------- | -------------- | ---------- | ------------- | ------------- | ------------------------ | -------------------- | ---------- | ---------- | ---------- |
| 1948                                                                            | 430 000              | 435 000   | 98.9           | 48         | 27            | 21            | 8958                     |                      | 26         | 148        | 30         |
| 1966                                                                            | 536 000              | 560 000   | 95.7           | 97         | 71            | 26            | 5525                     |                      | 41         | 220        | 35         |
| 1970                                                                            | 711 000              | 748 394   | 95.0           | 95         | 66            | 29            | 7484                     |                      | 44         | 288        | 37         |
| 1976                                                                            | 760 000              | 844 199   | 90.0           | 103        | 69            | 34            | 7378                     |                      | 54         | 281        | 47         |
| 1980                                                                            | 975 000              | 1 075 000 | 90.7           | 107        | 73            | 34            | 9112                     |                      | 58         | 294        | 50         |
| 1990                                                                            | 1 100 000            | 1 250 000 | 88.0           | 123        | 92            | 31            | 8943                     | 1                    | 61         | 350        | 56         |
| 1999                                                                            | 1 436 800            | 1 632 725 | 88.0           | 171        | 139           | 32            | 8402                     | 2                    | 55         | 419        | 68         |
| 2000                                                                            | 1 480 000            | 1 682 000 | 88.0           | 169        | 132           | 37            | 8757                     |                      | 64         | 343        | 71         |
| 2001                                                                            | 1 322 815            | 1 521 046 | 87.0           | 181        | 143           | 38            | 7308                     |                      | 53         | 365        | 71         |
| 2002                                                                            | 1 347 343            | 1 566 677 | 86.0           | 185        | 148           | 37            | 7282                     |                      | 64         | 338        | 77         |
| 2003                                                                            | 925 000              | 1 064 637 | 86.9           | 150        | 117           | 33            | 6166                     | 1                    | 54         | 317        | 53         |
| 2004                                                                            | 524 987              | 546 576   | 96.1           | 141        | 107           | 34            | 3723                     | 1                    | 61         | 311        | 27         |
| 2010                                                                            | 1 173 150            | 1 304 000 | 90.0           | 169        | 121           | 48            | 6941                     | 1                    | 75         | 265        | 60         |
| 2014                                                                            | 1 201 886            | 1 365 780 | 88.0           | 189        | 133           | 56            | 6359                     | 1                    | 75         | 322        | 63         |
| 2017                                                                            | 1 332 041            | 1 480 041 | 90.0           | 196        | 138           | 58            | 6796                     | 1                    | 81         | 298        | 66         |
| 2020                                                                            | 1 358 600            | 1 437 122 | 94.5           | 193        | 150           | 43            | 7039                     | 1                    | 64         | 261        | 65         |
| Fuente: Catholic-Hierarchy, que a su vez toma los datos del Anuario Pontificio. |                      |           |                |            |               |               |                          |                      |            |            |            |

## Episcopologio
- Santiago de los Santos Garza Zambrano † (19 de enero de 1893-12 de febrero de 1898 nombrado obispo de León)
- José María de Jesús Portugal y Serratos, O.F.M. † (28 de noviembre de 1898-30 de mayo de 1902 nombrado obispo de Aguascalientes)
  - Sede vacante (1902-1904)
- Jesús María Echavarría y Aguirre † (16 de diciembre de 1904-5 de abril de 1954 falleció)
- Luis Guízar y Barragán † (5 de abril de 1954 por sucesión-4 de octubre de 1975 retirado)
- Francisco Raúl Villalobos Padilla † (4 de octubre de 1975-30 de diciembre de 1999 retirado)
- José Raúl Vera López, O.P. (30 de diciembre de 1999-21 de noviembre de 2020 retirado)
- Hilario González García, desde el 21 de noviembre de 2020